# Салмандаево
Салмандаево (мар. Микор) — деревня в Горномарийском районе Марий Эл Российской Федерации. Входит в состав Пайгусовского сельского поселения.
Численность населения — 152 чел. (2014 год).

## География
Располагается в 2,5 км от административного центра сельского поселения — села Пайгусово.

## История
Название деревни происходит от имени древнего марийского родоначальника с именем тюркского происхождения Салмандай (от арабского салман «мирный»). Марийское название Микор происходит либо от чувашского имени Миккор, либо от марйиского Миквор, вариации написания имени Никифор.
Это старинная марийская деревня, известная ещё в XVI веке. В 1717 году в деревне было 30 дворов, в 1795 году — 120 дворов.

## Население
| 2002 | 2010 | 2014 |
| ---- | ---- | ---- |
| 160  | ↘135 | ↗152 |